# سایمون سیگرس
سایمون سیگرس، (به انگلیسی: Simon Segars) (زاده ۱۷ اکتبر ۱۹۶۷) کارآفرین، بازرگان و مدیر ارشد اجرایی بریتانیایی است، که در حال حاضر به‌عنوان مدیر عامل اجرایی شرکت آرم هولدینگز فعالیت می‌کند.